# Cerapoda epiphleps
Cerapoda epiphleps là một loài bướm đêm trong họ Noctuidae.